# Полицейский (фильм, 1970)
«Полицейский» (фр. Un condé; другое название — «Легавый») — художественный фильм 1970 года режиссёра Ива Буассе по роману Пьера-Виаля Лезу «Смерть полицейского».

## Сюжет
Расследуя убийство владельца бара, в перестрелке погибает честный полицейский. Понимая, что законными способами наказать убийц напарника невозможно, детектив Фавенен прибегает к незаконным методам правосудия.

## В ролях
- Мишель Буке — инспектор Фавенен
- Франсуаза Фабиан — Элен Дасса
- Джанни Гарко — Дан Ровер
- Мишель Константен — Вилетти
- Анн Каррер — Кристин
- Рюфюс — Раймон Олней
- Тео Сарапо — Люпо
- Анри Гарсен — Жорж Дюваль («Весельчак»)
- Пьер Массими — Робер Дасса
- Бернар Фрессон — инспектор Барнеро
- Адольфо Чели — комиссар полиции